# Kelmscott Press

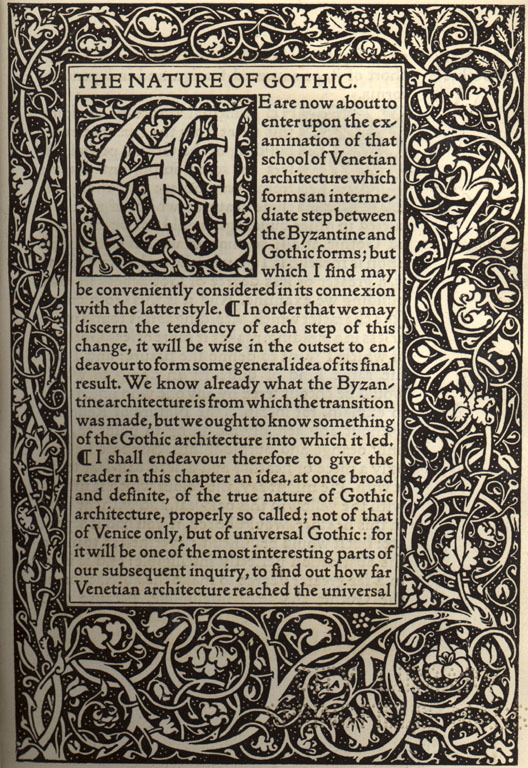
A natureza do Gótico (The Nature of Gothic) por John Ruskin, impresso por Kelmscott Press. primeira página de texto, com ornamentações. Design de William Morris.

Kelmscott Press é uma editora de livros fundada por William Morris em janeiro de 1891, na cidade de Hammersmith, Londres. 
Foi criada para produzir exemplos de design aprimorado de impressão e livros. Ele desenvolveu tipos claros de letras, tais como seu tipo 'dourado' romano, que foi inspirado pelo tipo do antigo tipógrafo veneziano Nicolaus Jenson, e bordas decorativas medievalizadas para livros que eram inspirados pelos incunabula do século XV e suas ilustrações talhadas em madeira. 
A seleção de papel e tinta e a preocupação com a integração completa entre tipo e decorações nas páginas fez da Kelmscott Press a mais famosa das gráficas particulares do Movimento das Artes e Ofícios. Ela operou até 1898, produzindo 53 volumes e inspirando outras gráficas particulares. Entre os amantes de livros, sua edição de Os Contos da Cantuária é considerado um dos mais belos livros já produzidos.